# Sogdische Sprache
Sogdisch (die sogdische Sprache) war eine weit verbreitete ost-mitteliranische Sprache. Im Zuge der türkischen Eroberung Zentralasiens wurde das Sogdische, zusammen mit anderen Sprachen der ostiranischen Sprachfamilie, durch Turksprachen ersetzt. Die städtische Bevölkerung übernahm die persische Sprache. Bis auf das eng verwandte Jaghnobi, das gegenwärtig noch von wenigen Jaghnoben im Jaghnobtal in Tadschikistan gesprochen wird, ist die sogdische Sprache nach ihrem Rückgang im 8. Jahrhundert ausgestorben.

## Verbreitungsgebiet
Sie ist die bekannteste und am reichsten bezeugte ostiranische Sprache der mitteliranischen Periode. Gesprochen wurde sie in Sogdien (altpersisch Sugda, sogdisch Suγd) mit Samarkand als Mittelpunkt. Zahlreiche neu gegründete Handelskolonien sogdischer Kaufleute entlang der Seidenstraße führten dazu, dass das Sogdische die allgemeine Verkehrssprache Ostturkestans wurde. Trotz der weiten Verbreitung sogdischer Texte vom Mutterland zwischen Oxus (Amudarja) und Jaxartes (Syrdarja) bis nach Turfan und Dunhuang waren kaum Dialektunterschiede, sondern höchstens chronologische, orthographische oder soziolektische Divergenzen auszumachen.

## Bedeutung

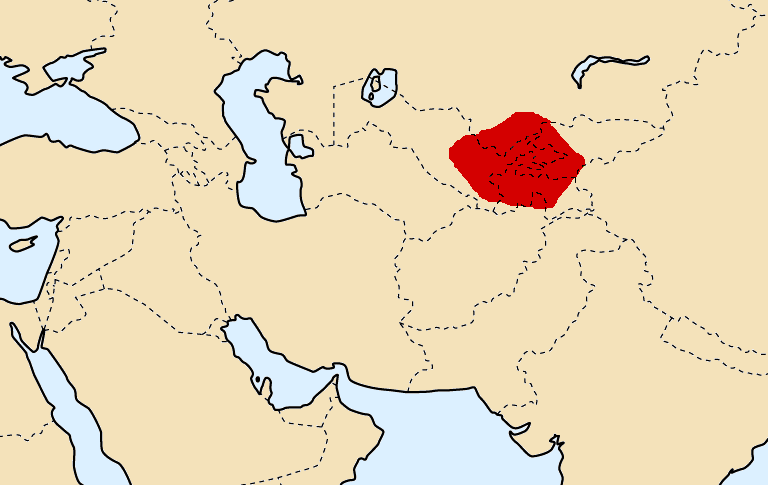
Sogdien 300 v. Chr.

Sogdisch war eine der bedeutendsten mitteliranischen Sprachen mit einer umfangreichen Literatur, die auf eine Stufe mit der mittelpersischen und der parthischen zu stellen ist. Es war einst die Handelssprache in ganz Zentralasien (Transoxanien) und die Lingua Franca chinesischer und iranischer Händler. Die Sprache gehörte zum nordöstlichen Zweig der iranischen Sprachen. Bislang wurden keine Zeugnisse einer früheren Sprachstufe (*Proto-/Alt-Sogdisch) gefunden. Allerdings ist, da die Gegend in altpersischen Inschriften erwähnt wird, anzunehmen, dass ein separates und als solches erkennbares Sogdisch mindestens seit der Dynastie der Achämeniden (ca. 550 bis 323 v. Chr.) existierte. Sogdisch hat eine konservativere Morphologie als Mittelpersisch.
Die wirtschaftliche und politische Bedeutung der sogdischen Sprache war der Garant für ihr Überleben in den Jahrhunderten nach der Eroberung Sogdiens durch die Muslime im achten nachchristlichen Jahrhundert. Da die frühesten Texte des Neupersischen auf sogdischem Territorium unter den Samaniden geschrieben wurden, fanden viele sogdische Wörter Eingang in die moderne persische Sprache.
Bis zum Ende des 10. Jahrhunderts gab es eine zweisprachige Oberschicht, danach war das Sogdische aus den Städten verschwunden und überlebte die folgenden Jahrhunderte nur noch auf dem Land, wo sich einzelne Elemente der sogdischen Kultur bis heute erhalten haben.
Eine wichtige Quelle stellen die von Aurel Stein 1907 westlich von Dunhuang und östlich von Loulan an der Chinesischen Mauer gefundenen sogdischen Briefe dar. Diese Alten Briefe wurden von Henning in das 4. Jahrhundert n. Chr. datiert. In diesen spätantiken, von Privatpersonen verfassten Texten finden sich wichtige Hinweise zur Wirtschaft entlang der Seidenstraße, wobei die Sogden eine wichtige Rolle spielten, und auch zu politischen Ereignissen (so der Einnahme der chinesischen Hauptstadt Luoyang im Jahr 311 durch Liu Cong).

## Schrift

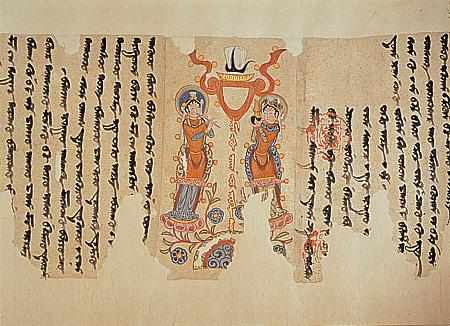
Manichäischer Text in sogdischer Schrift, schon senkrecht wie die uigurische Schrift geschrieben

Das eigentliche sogdische Alphabet ist in Münzlegenden seit dem 2. Jahrhundert n. Chr. bezeugt. Eine frühe sogdische Schrift wurde in Sogdien gefunden. Diese Schrift basiert auf dem aramäischen Alphabet. Der größte Teil des Textkorpus (religiöse Schriften, Briefe, Literatur und administrative Korrespondenz) ist jedoch in einer späteren sogdischen Schrift überliefert, die ebenfalls auf dem aramäischen Alphabet basiert und wie die Pahlavi-Schriften viele Heterogramme hat. Verschiedene sogdische Texte, nahezu ausschließlich religiöse Schriften manichäischer und christlicher Autoren, wurden auch im Textkorpus von Turfan gefunden. Die sogdische Schrift ist der direkte Vorläufer der uigurischen Schrift, aus der sich wiederum die mongolische Schrift entwickelte.
Sogdischer Beispieltext (Transliteration): MN sγwδy-k MLK’ δy-w’šty-c ’t x’xsrc xwßw ’pšwnw δrwth γ-rß nm’cyw
Wort-für-Wort-Übersetzung: Von Sogdiens König Dywashtic (frühes 8. Jahrhundert) an Khakhsar’s Khuv Afshun, (gute) Gesundheit (und) viele Ehrerbietungen